# Josafata Hordashevska
A Bem-Aventurada Josafata Hordashevska, ISMI, nascida Michaelina Hordashevska (Leópolis, 20 de novembro de 1869 — Leópolis 7 de abril de 1919), religiosa greco-católica ucraniana, foi o primeiro membro das Irmãs Servas de Maria Imaculada.

## Biografia
Michaelina Hordashevska nasceu em Leópolis, então parte do Império Austro-Húngaro e atualmente da Ucrânia, numa família fiel à Igreja Greco-Católica Ucraniana, em 1869. Aos 18 anos, ela decidiu consagrar sua vida a Deus num mosteiro de contemplação das freiras basilianas, então a única congregação religiosa feminina de rito oriental. Ela participou de um retiro espiritual dirigido por um monge basiliano, padre Jeremias Lomnytsky, OSBM, cuja orientação espiritual ela procurou. Com a permissão dele, Michaelina fez voto privado de castidade por um ano, voto este que ela renovaria mais duas vezes.
Naquele tempo, o padre Jeremias, sentindo que havia necessidade de irmãs religiosas ativas para atender às necessidades sociais dos pobres e dos fiéis carentes da Igreja, havia decidido estabelecer uma congregação feminina que seguiria uma vida ativa de serviço. Ele o fez em conjunto com o padre Cirilo Sielecki, cura da aldeia de Zhuzhelyany. Lomnytsky sentiu que Michaelina seria uma candidata adequada para fundar tal congregação. Assim, ela foi convidada para ser a fundadora de um grupo ao invés de seguir a vida monástica que ela tinha vinha considerando. Ao aceitar, foi enviada, em junho de 1892, para a companhia das irmãs felicianas da Polônia para experimentar a vida numa comunidade que seguia uma vida consagrada ativa.
Hordashevska voltou para Leópolis dois meses depois e, em 24 de agosto, tomou o hábito religioso da nova congregação e recebeu o nome de Josafata, em homenagem ao mártir católico ucraniano, São Josafá, OSBM. Em seguida, ela foi para Zhuzhelyany, e tornou-se a primeira superiora das sete mulheres jovens que tinham sido recrutadas para o novo instituto, instruindo-lhes o espírito e o carisma das irmãs servas: "Servi vosso povo onde a necessidade é maior".
Pelo resto de sua vida, madre Josafata liderou a nova congregação, através de seu crescimento e desenvolvimento. Ela supervisionou o desenvolvimento de vários novos ministérios em que as irmãs entraram. Para isso, ela teve que as freiras para um novo caminho na Igreja Oriental, por vezes, dividindo-se entre as diferentes visões dos dois fundadores.
Em 1902, a congregação contava 128 irmãs em 26 de conventos por todo o país. Elas celebraram seu primeiro capítulo geral em agosto daquele ano, no qual a irmã Josafata foi eleita a  primeira Superiora Geral da congregação e o padre Lomnytsky renunciou ao cargo. Contudo, divisões internas logo levaram irmã Josefata propor sua renúncia ao arcebispo metropolitano de Leópolis, o Servo de Deus Andrey Sheptytsky, OSBM. Sob o novo superior-geral, nomeado pelo Arcebispo Metropolitano, madre Josafata e sua irmã natural, irmã Arsênia Hordashevska, foram proibidas de tomarem votos permanentes, e Josafata foi nomeada para uma das missões mais difíceis da congregação.
Devido à sua condição canônica de votos temporários, Josafata não era elegível para participar do capítulo geral seguinte da congregação. Ainda assim, ela foi eleita vigária geral da congregação in absentia, com os delegados do capítulo requerendo ao arcebispo metropolitano permissão para que ela pudesse fazer seus votos permanentes. Concedida a permissão, Hordashevska o fez no dia seguinte, 11 de maio de 1909, e assumiu o cargo para o qual havia sido eleita.
Três anos mais tarde, madre Josafata foi diagnosticada com tuberculose óssea. Em 1919, aos 49 anos, e no dia em que ela havia previsto, ela morreu em meio a terríveis sofrimentos. Seus restos mortais foram exumados em 1982 e levados para Roma, onde são mantidos num relicário na Casa-Mãe Geral das Irmãs Servas em Roma. O processo de sua beatificação começou em Roma em 1983 e, em 27 de junho de 2001, ela foi beatificada pelo Papa Papa João Paulo II , em Leópolis. Numerosos milagres lhe são atribuídos devido à sua intercessão após sua morte.